# Dario Palermo

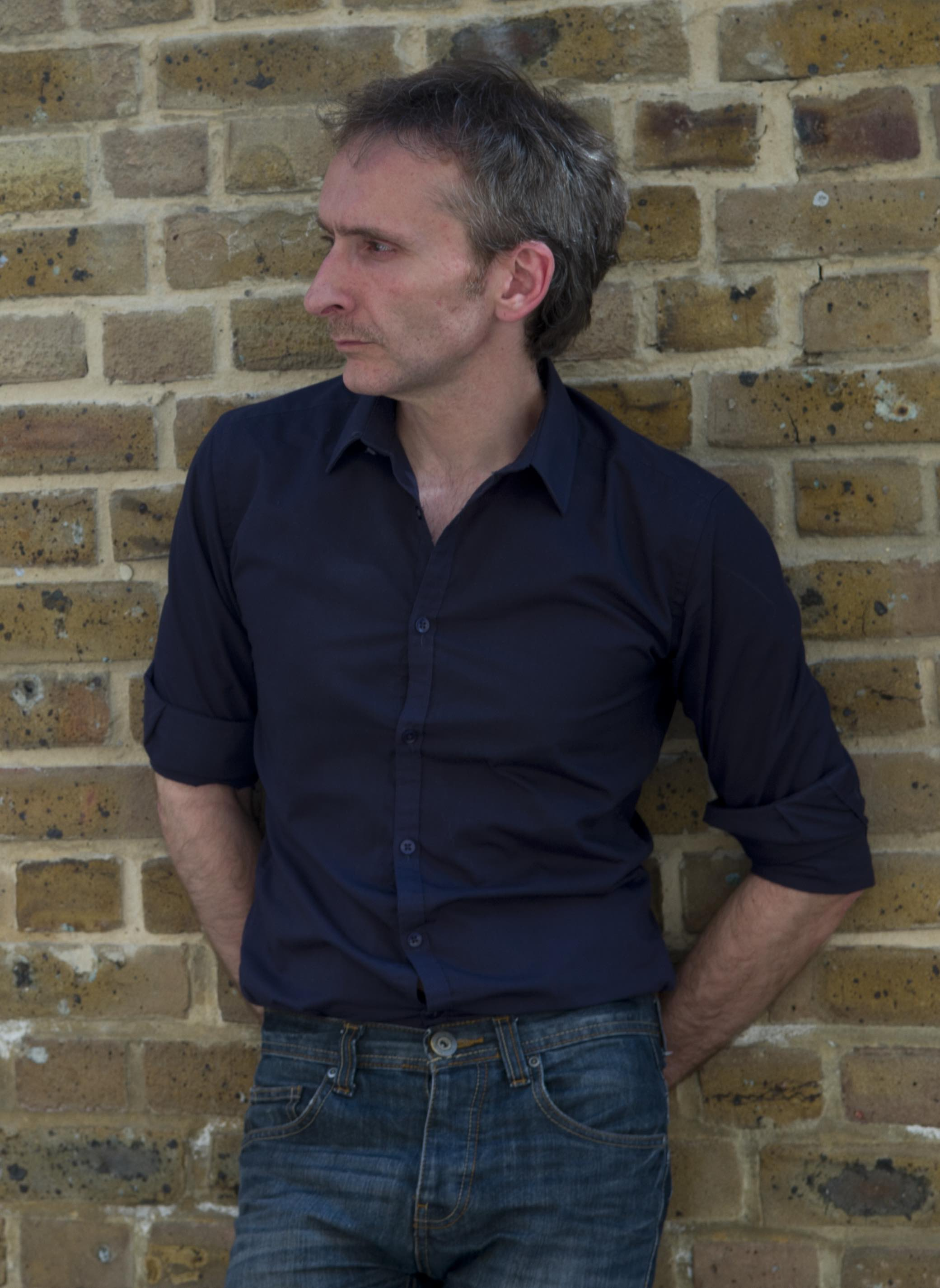
Dario Palermo (2015)

Dario Palermo (* 14. Juni 1970 in Mailand, Italien) ist ein italienischer Komponist.

## Biografie
Dario Palermo begann seine musikalischen Studien in der klassischen Gitarre im Alter von neun Jahren; es folgte Perkussion mit Italo Savoia (Teatro alla Scala von Mailand) und kurz darauf an der Civica Scuola di Musica di Milano mit David Searcy und Jonathan Scully. In den frühen Jahren als Performer spielte er in Europa in mehreren Ensembles, Kammergruppen und Orchestern unter Václav Neumann, Christa Ludwig, Thomas Allen und Claudio Abbado.
Während der Jahre an der Civica Scuola di Musica studierte Dario Palermo Komposition bei Massimiliano Carraro, Giorgio Taccani und Giovanni Verrando. Dario Palermo besuchte auch Seminare und Klassen bei Pierre Boulez, Franco Donatoni, Emmanuel Nunes, Aldo Clementi und besonders bei Gérard Grisey. 
Ab 2003 pendelte er zwischen Frankreich und Großbritannien, wo er eine Doktorarbeit in Komposition und Technologien an der University of East Anglia unter der Leitung von Simon Waters absolvierte.
Im Jahr 2011 erhielt er eine Unterstützung durch den RPS Drummond Fund für die Weltpremiere der Komposition The Difference Engine.
Zwischen 1993 und 1999 arbeitete er bei Agon, Zentrum für Forschung und Produktion über den Einsatz von elektronischen und Computertechnologien, mit Luca Francesconi als künstlerischer Leiter zusammen. In Agon war er an der Programmierung und Durchführung von Konzerten, Installationen, Musiktheaterarbeiten und Festivals beteiligt.
Dario Palermo hat Werke komponiert, die von Soloinstrumenten bis hin zu Orchester variieren und dabei weitgehend den Einsatz von elektroakustischen Geräten und neuen Technologien beinhalten. Seine Kompositionen wurden in ganz Europa, Amerika und Asien aufgeführt. Er hat Aufträge von vielen Organisationen, Festivals, Ensembles und Kammergruppen erhalten. Seine jüngsten Werke wurden am Kings Place, London, uraufgeführt; Mediarte Festival, Monterrey; Sonority Festival, Belfast; Southbank Centre und Southbank Centre's Purcell Room, London; Centro Nacional de las Artes, Mexiko-Stadt; Gare du Nord, Basel; Visiones Sonoras Festival, Morelia und Biennale di Venezia.
Seit 1995 unterrichtet er Komposition, Theorie und Analyse, elektroakustische Komposition und neue Technologien.

## Ausgewählte Werke
Instrumental
- Duo, for Horn and Marimba (2019)
- Etude nr. 1, pour Piano (2015)
- Quatre Miniatures, pour deux Violons (2015)
- Trois Miniatures, pour Guitare Quartet (2014)
- RO – Première danse de la Lune, for drum-set percussion and real time electronics (2011/12)
- The Difference Engine, for string quartet, mezzo-soprano and real time electronics (2010/11)[5]
- Trance - Five Abstract Stations, for male Voice & real time electronics (2009)
- Ritual, version for Viola, real time composition & live electronics (2007–2008)
- Ritual, for Viola d'Amore, Real Time composition & Live Electronics (2006–2007)
- Exodus...Lands, for Horn, Vibraphone, Viola (2005–2006)
- Following The White Rabbit, for Contrabass Flute, Two Contrabass Clarinets, Contrabassoon and Live Electronics (2000)
- Move_On, for Piccolo & Live Electronics (2000)
- Cilla_Pusut, for female Vocal quartet, Mezzo-Soprano & Electronics (2000)
- Latitudes I, for Contrabass Flute & Live Electronics (1998)
- Lied II, for Bass Clarinet (1995)
- Oltre La Tela - Beyond The Canvas, (1993)
- Danza, for Cello solo (1993)

Ensemble, Orchester, Oper
- II  - für sechs Stimmen (2018)
- Khantor's lollipops & the conjecture of the Pompeiu problem, a miniature opera (2017)
- sur l’excitation des corps, une miniature pour piano et ensemble (2016/17)
- Still Life v. IV, a film opera - for mezzo-soprano, contralto, trumpet, film and real time electronics (2013/14)
- Sill Life v. II, a film opera – responsive environment, for Drum-set Percussion, real time electronics audio & video (2013)
- music for The Difference Engine, for string quartet, mezzo-soprano, two dancers, real time electronics audio & video (2010/11)
- Latitudes Del Silencio, for ensemble (2004–2006)

Verschiedene, Multimedia
- Sill_Life, a sound-video-scape live environment installation, live responsive environment (2012/13)
- Two Perspectives, For two performers and real-time electronic composition (2010)
- DISCOMBOBULATOR, (2009)
- Cyborg, for female Voice, Real Time Audio & Video (2002)

## Diskographie
- Dario Palermo Difference Engines[6]
- Monographic CD[7] – Amirani Records - AMRN 040 - 04C - 2015
- Arditti Quartett; Catherine Carter, soprano; Milo Tamez, drum-set percussion; Jean-Michel Van Schouwburg, tenor